# Paris-Nice de 2000
A Paris-Nice de 2000, foi a edição número 58 da carreira, que esteve composta de sete etapas e um prólogo do 5 ao 12 março 2000. Os ciclistas completaram um percurso de 1.152 km com saída em Bois de Vincennes e chegada a Nice, na França. A carreira foi vencida pelo alemão Andreas Klöden, que foi acompanhado no pódio pelo francês Laurent Brochard e o espanhol Francisco Mancebo.

## Etapas
| Etapa | Data        | Percurso                   | km       | Ganhador         | Líder            |
| ----- | ----------- | -------------------------- | -------- | ---------------- | ---------------- |
| Prol. | 5 de março  | Bois de Vincennes (CRI)    | 7.9 km   | Laurent Brochard | Laurent Brochard |
| 1ª    | 6 de março  | Sens-Nevers                | 201 km   | Jaan Kirsipuu    | Jaan Kirsipuu    |
| 2ª    | 7 de março  | Nevers-Belleville          | 203.7 km | Fabio Baldato    | Laurent Brochard |
| 3ª    | 8 de março  | Trévoux-Saint-Étienne      | 178 km   | Bo Hamburger     | Laurent Brochard |
| 4ª    | 9 de março  | Berre-l'Étang-Sisteron     | 194.2 km | Matteo Tosatto   | Laurent Brochard |
| 5ª    | 10 de março | Sisteron-Villeneuve-Loubet | 196.2 km | François Simon   | Laurent Brochard |
| 6ª    | 11 de março | Nice-Col d'Èze (CRI)       | 10 km    | Andreas Klöden   | Andreas Klöden   |
| 7ª    | 12 de março | Nice-Nice                  | 160.1 km | Tom Steels       | Andreas Klöden   |

### Prólogo
5-03-2000. Bois de Vincennes, 7.9 km.  (CRI)
|   | Ciclista         | Equipa          | Tempo  |
| - | ---------------- | --------------- | ------ |
| 1 | Laurent Brochard | Jean Delatour   | 9' 32" |
| 2 | Chris Boardman   | Crédit Agricole | m. t.  |
| 3 | Lauri Aus        | AG2R-Décathlon  | + 4"   |

### 1.ª etapa
6-03-2000. Sens-Nevers, 201 km.
|   | Ciclista       | Equipa          | Tempo      |
| - | -------------- | --------------- | ---------- |
| 1 | Jaan Kirsipuu  | AG2R-Décathlon  | 4h 56' 01" |
| 2 | Danilo Hondo   | Telekom         | m. t.      |
| 3 | Stuart O'Grady | Crédit Agricole | m. t.      |

### 2.ª etapa
7-03-2000. Nevers-Belleville 203.7 km.
|   | Ciclista          | Equipa           | Tempo      |
| - | ----------------- | ---------------- | ---------- |
| 1 | Fabio Baldato     | Fassa Bortolo    | 4h 49' 21" |
| 2 | Giuliano Figueras | Mapei-Quick Step | m. t.      |
| 3 | Laurent Brochard  | Jean Delatour    | m. t.      |

### 3.ª etapa
8-03-2000. Trévoux-Saint-Étienne 178 km.
|   | Ciclista          | Equipa                  | Tempo      |
| - | ----------------- | ----------------------- | ---------- |
| 1 | Bo Hamburger      | MemoryCard-Jack & Jones | 4h 28' 35" |
| 2 | Rinaldo Nocentini | Mapei-Quick Step        | + 10"      |
| 3 | Matteo Tosatto    | Fassa Bortolo           | m. t.      |

### 4.ª etapa
9-03-2000. Berre-l'Étang-Sisteron, 194.2 km.
|   | Ciclista           | Equipa                                 | Tempo      |
| - | ------------------ | -------------------------------------- | ---------- |
| 1 | Matteo Tosatto     | Fassa Bortolo                          | 4h 28' 35" |
| 2 | Tristan Hoffman    | MemoryCard-Jack & Jones                | + 2"       |
| 3 | Salvatore Commesso | Saeco Macchine per Caffé-Valli & Valli | m. t.      |

### 5.ª etapa
10-03-2000. Sisteron-Villeneuve-Loubet, 196.2 km.
|   | Ciclista            | Equipa        | Tempo      |
| - | ------------------- | ------------- | ---------- |
| 1 | François Simon      | Bonjour       | 4h 43' 09" |
| 2 | Alessandro Petacchi | Fassa Bortolo | m. t.      |
| 3 | Andrei Tchmil       | Lotto-Adecco  | m. t.      |

### 6.ª etapa
11-03-2000. Nice-Col d'Èze, 10 km.  CRI
|   | Ciclista           | Equipa          | Tempo   |
| - | ------------------ | --------------- | ------- |
| 1 | Andreas Klöden     | Telekom         | 20' 06" |
| 2 | Laurent Brochard   | Jean Delatour   | + 17"   |
| 3 | Jonathan Vaughters | Crédit Agricole | + 23"   |

### 7.ª etapa
12-03-2000. Nice-Nice, 160.1 km.
Chegada situada ao Passeio dos Ingleses
|   | Ciclista        | Equipa            | Tempo      |
| - | --------------- | ----------------- | ---------- |
| 1 | Tom Steels      | Mapei-Quick Step  | 3h 53' 13" |
| 2 | Damien Nazon    | Bonjour           | m. t.      |
| 3 | George Hincapie | US Postal Service | m. t.      |

## Classificações finais

### Classificação geral
| Pos. | Ciclista                 | Equipa                  | Tempo       |
| ---- | ------------------------ | ----------------------- | ----------- |
|      | Andreas Klöden           | Telekom                 | 28h 19' 50" |
| 2    | Laurent Brochard         | Jean Delatour           | + 7"        |
| 3    | Francisco Mancebo        | Banesto                 | + 44"       |
| 4    | François Simon           | Bonjour                 | + 53"       |
| 5    | Javier Pascual Rodríguez | Kelme-Costa Blanca      | + 56"       |
| 6    | Jonathan Vaughters       | Crédit Agricole         | + 1' 02"    |
| 7    | Martin Rittsel           | MemoryCard-Jack & Jones | + 1' 15"    |
| 8    | Frankie Andreu           | US Postal Service       | + 1' 17"    |
| 9    | Dario Frigo              | Fassa Bortolo           | m. t.       |
| 10   | Tomasz Brozyna           | Banesto                 | + 1' 18"    |